# Édit de recensement de la population
L'Édit de recensement de la population (人掃令, Hitobarai Rei) est une loi promulguée au nom du kanpaku Toyotomi Hideyoshi en 1592, première année de l'ère Bunroku de l'époque Azuchi Momoyama. Il est connu en japonais sous le nom Hitobarai Rei ou Ninbetsu Aratame.
L'édit ordonne un recensement national complet présenté dans un document indiquant le nombre de ménages dans chaque village et le sexe, l'âge approximatif et la profession de leurs habitants. Son objectif est, dit-on, d'évaluer le potentiel militaire de la nation et le nombre de travailleurs qui pourraient être mobilisés pour l'invasion de la Corée préparée par Hideyoshi. L'édit de recensement de la population a également des clauses en commun avec l'Édit de séparation émis l'année précédente en 1591 et contribue au processus de séparation sociale de la classe guerrière et de la classe paysanne. Il peut donc être considérée comme faisant partie à la fois de la politique d'expansion en Asie de Hideyosdhi et de sa politique de renforcement de la structure des classes sociales.
Bien qu'il soit indiqué dans le document historique « Chroniques du clan Kikkawa » que l'édit de recensement de la population a été promulgué en 1591, des recherches plus récentes ont mis cette date en question et la plupart des experts s'accordent maintenant sur 1592 comme étant la date correcte.

## Source de la traduction
- (en) Cet article est partiellement ou en totalité issu de l’article de Wikipédia en anglais intitulé « Population Census Edict » (voir la liste des auteurs).